# 房琯
房琯（696年—763年），字次律，河南緱氏（今河南偃師緱氏鎮）人，唐代开元天宝年间官员。

## 生平
父房融為武后時宰相，神龍之變後被整肅，流放欽州，病死。房琯少好學，以廕補弘文生。博學多聞，與呂向隱居陸渾山讀書十余载。開元十二年（724年）獻《封禪書》，被中书令张说奏为秘书省校书郎，调补同州冯翊尉，不久去官，举任县令科，授虢州卢氏县令。開元二十二年（734年），拜监察御史，因断狱不当，贬睦州司户参军。历慈溪、宋城、济源县令，兴利除害，有能名。天宝元年（742年），拜主客员外郎，启迁试主客郎中。天寶五年（746年），擢试給事中，赐爵漳南县男。謫守宜春，“首立學宮”，“所在為政，多興利除害，繕修廟宇，頗著能名”。历琅邪、邺郡、扶风太守，天宝十四年（755年），安史之乱前夕拜左庶子，迁刑部侍郎。隨玄宗奔蜀，他至普安郡谒见，拜文部尚书、同中书门下平章事。八月，往肅宗處送交傳國玉璽。肅宗任命他為宰相，参预军机。持节招讨西京，在便桥遇敌。房琯打算用車戰法收復長安，但泥於古法，以二千輛牛車打頭陣，在步騎兵左右掩護下出擊，監軍邢廷恩又急於促戰，在陳濤斜（又稱咸陽斜，今陝西咸陽東。杜甫詩作陳陶斜。因其路斜出。故曰斜。）被安祿山軍打敗，四萬唐軍全軍覆沒，史稱陳濤斜之戰。晚年喜聽門客董廷蘭彈琴，董廷蘭依仗房琯的权势，招纳贿赂，被御史彈劾，至德二年（757年）五月貶房琯為太子少師。好友左拾遗杜甫曾為他打抱不平，上書說“罪细，不宜免大臣。”十一月，唐军收复长安后，房琯随肃宗回京，被授金紫光禄大夫，封清河郡公。乾元元年（758年）六月被贬为邠州（今陝西彬縣）刺史，颇著政声。乾元二年（759年）六月拜太子賓客、上元元年（760年）四月，改禮部尚書。不久，出京為晉州（今山西臨汾市）刺史，八月，改為漢州（今四川廣漢市）刺史。代宗即位，拜為特進、刑部尚書。廣德元年（寶應二年七月改元廣德）八月四日於赴任途中卒於阆州（今四川阆中）僧舍，葬于阆州城外，年六十七，追赠为太尉。
房琯有三子：房宗偃，御史中丞；房乘，祕書郎；房孺復，容州刺史。房乘子房啟，容管經略使；房启子房越。

## 宗教背景

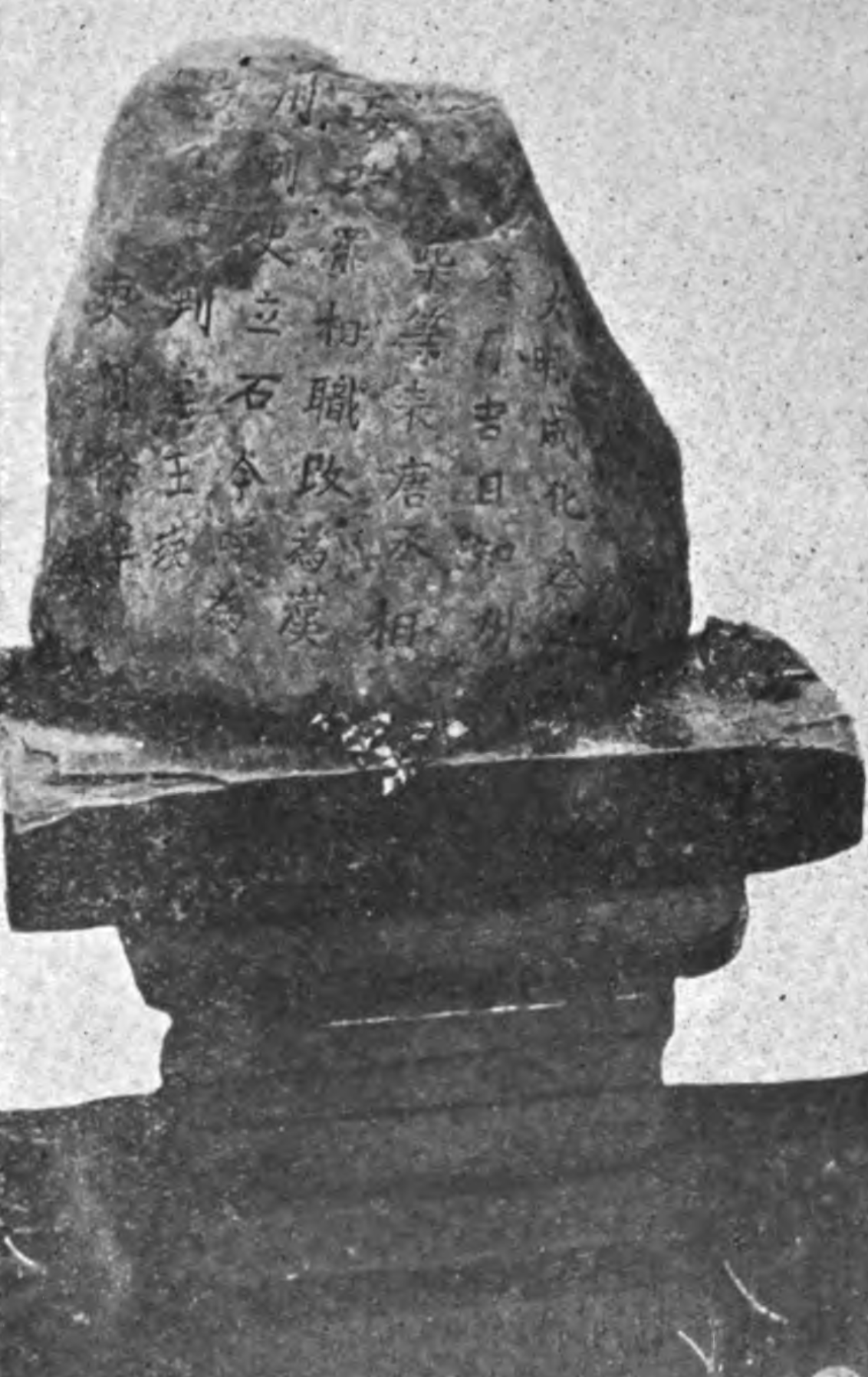
房公石舊照

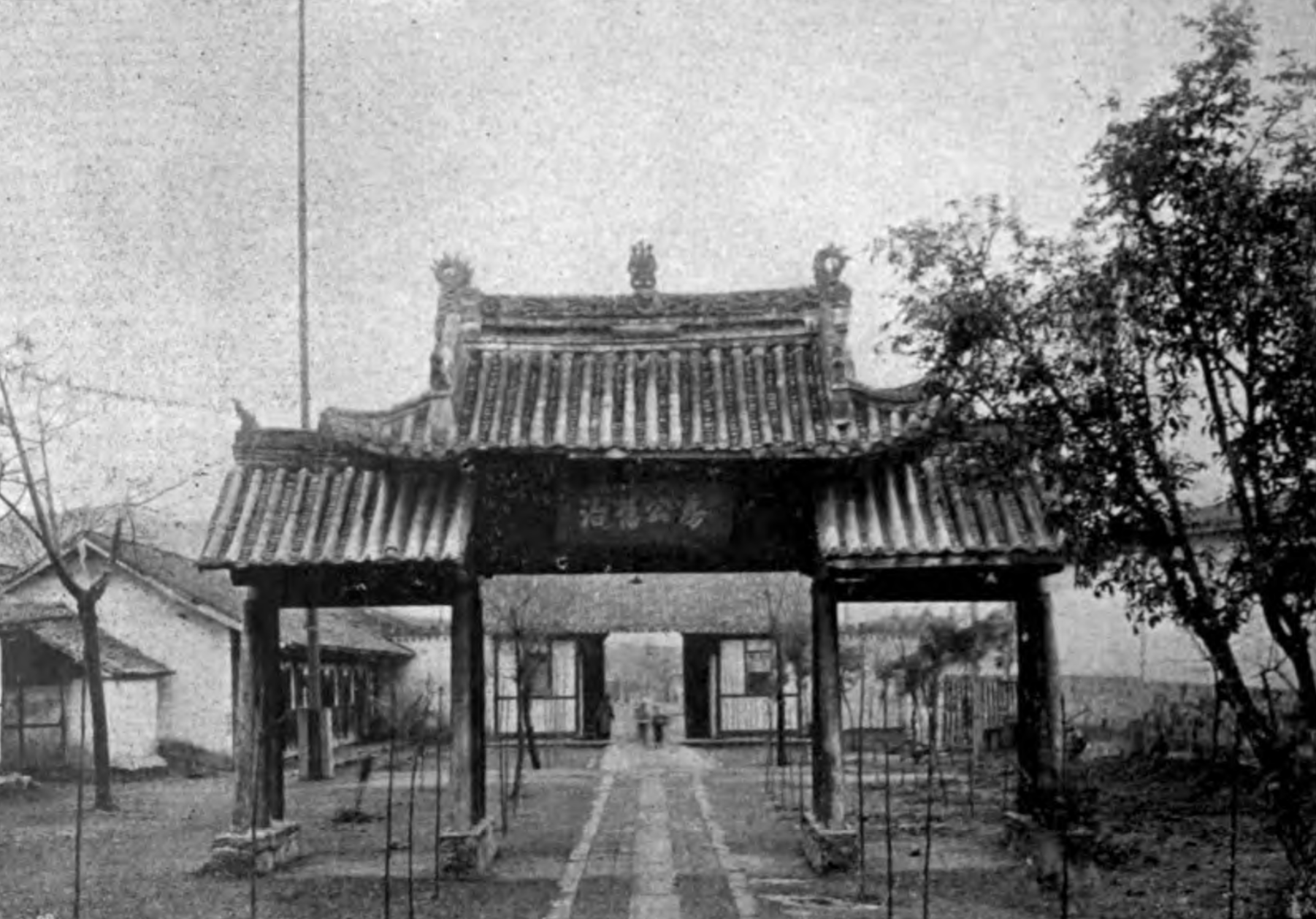
漢州衙門內的房琯紀念碑舊照

英國聖公會差會傳教士董宜篤於1930年代初對漢州（今廣漢市）地區的景教遺存進行調查時，探知在當地南門外望鄉臺處曾有一塊景教碑，但在當年修漢趙馬路的時候，被所謂利用廢物，雇石匠折成數塊，把字也剷平，用作修橋舖路，所以他並未見到實物。這塊碑與房琯有關，據當地目擊者稱，他的名字便刻在碑上。漢州傳統說法認為房琯是景教徒，並為當地留下了獨特的景教傳統。望鄉臺更早的名字就叫景福院，「景福」源於大秦景教流行中國碑上所載「法流十道，國富元休；寺滿百城，家殷景福」。按當地的傳統說法，房琯信仰虔誠。他在衙門內設祭壇，壇上置石，每日都會跪在此石上敬禮欽崇獨一之神。這塊石頭後來被稱為「房公石」。在他的治理下，漢州成為蜀地典範，直至董宜篤的時代，漢州人依然對房琯敬愛有加。他在衙門內所設祭壇，在他過世後數百年間成為當地人敬奉的對象，具朝聖地意味。

## 延伸阅读
[在维基数据编辑]
 在维基文库阅读此作者作品
 《舊唐書·卷111》，出自刘昫《舊唐書》
 《新唐書/卷139》，出自《新唐書》